# Sporting Athen
A.O. Sporting Athen (griechisch Α.Ο. Σπόρτιγκ Αθηνών) ist eine griechische Basketballmannschaft aus dem Athener Stadtbezirk Patisia. Die Männerabteilung spielt derzeit in der Gamma Ethniki, der vierthöchsten Liga des Landes.

## Männer

### Geschichte
Gegründet wurde Sporting Athen 1936 von Griechen die aus dem heutigen istanbul emigriert sind und zuvor Mitglieder des 1924 gegründeten Vereins Sporting Club Konstantinopel waren.
1939 und 1940 erreichte Sporting die jeweils das Endspiel um die griechische Meisterschaft, musste sich aber beide Male dem Stadtrivalen Panellinios geschlagen geben. 1945 gewann der Verein das Endspiel um die Meisterschaft. Da Griechenland aber zu dieser Zeit noch von deutschen Truppen besetzt war, konnte der Titel offiziell nicht gewertet werden und ging als Freiheitspokal in die Vereinsgeschichte ein.
1946 und 1947 erreichte Sporting erneut die Finalspiele um die griechische Meisterschaft und unterlag abermals in beiden Spielen Panathinaikos Athen. 1979 nahm der Verein erstmals am Europapokal teil und startete im Korać-Cup.
1982 stieg der Verein erstmals aus der A1 Ethniki ab. Seitdem stieg Sporting mehrmals auf bzw. ab und erreichte insgesamt drei Meisterschaften in der A2 Ethniki, der zweithöchsten griechischen Spielklasse.

### Bedeutende ehemalige Spieler

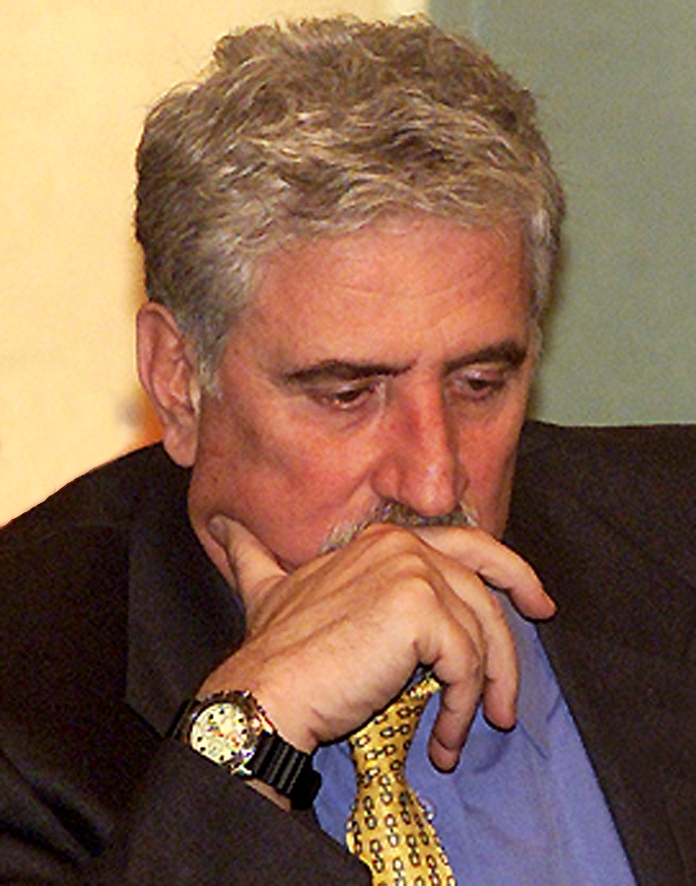
Georgios Kolokithas

Konstantinos Angelidis

 Alphonso Ford

 Fotis Katsikaris

 Georgios Kolokithas

 Nikos Liakopoulos

 Fedon Mattheou

 Dimitris Papanikolaou

 Giannis Sioutis

### Bedeutende ehemalige Trainer
Angelos Koronios

## Frauen

### Geschichte
Die Frauenabteilung von Sporting gehört zu den bedeutendsten Vereinen Griechenlands. Mit 21 gewonnenen Meisterschaften – 20 davon im Zeitraum zwischen 1976 und 1999 – ist sie die mit großem Abstand erfolgreichste Mannschaft des Landes.
Die erste Meisterschaft konnte Sporting 1976 erringen. 1977 absolviert der Verein sein erstes internationales Spiel gegen Roter Stern Belgrad. Der erste Sieg in einem Europapokal-Auswärtsspiel gelang 1983. 1991 in Barcelona sowie 1992 in Bari schafft der Verein in zwei aufeinander folgenden Jahren den Sprung ins Final Four Turnier um den Europapokal der Landesmeister. 1996 gewann Sporting den erstmals für Frauen ausgetragenen griechischen Vereinspokal.
2007 stieg Sporting in die zweitklassige A2 Ethniki ab.

### Bedeutende ehemalige Spielerinnen
Nikoleta Arnaoutoglou (erste griechische Spielerin die ins Ausland wechselte)

 Anni Konstantinidou

 Dimitra Kalentzou

### Titel
- Griechische Meister (21×): 1976, 1977, 1979, 1980, 1981, 1983, 1984, 1985, 1986, 1987, 1988, 1989, 1990, 1991, 1993, 1994, 1995, 1996, 1997, 1999, 2004
- Griechischer Pokalsieger (3×): 1996, 1999, 2005

## Heimstätte
Austragungsort der Heimspiele des Vereins ist sowohl für die Männer als auch für die Frauen das 2.500 Zuschauer fassende Klisto Sporting in Patisia. Die 1968 errichtete Sporthalle ist im Besitz des Vereins und wurde von 2002 bis 2004 auch von Panathinaikos Athen genutzt, da zu diesem Zeitpunkt die Olympiahalle angesichts der anstehenden Olympische Spiele Sanierungs- und Modernisierungsarbeiten unterzogen wurde.

## Andere Sportarten
Ursprünglich wies Sporting auch Abteilungen in den Sportarten Gewichtheben, Ringen, Schwimmen, Tischtennis und Volleyball auf. Mittlerweile wird neben Basketball nur noch Judo und Rhythmische Sportgymnastik angeboten.